# Spor Toto Spor Kulübü 2021-2022 (pallavolo)
Questa voce raccoglie le informazioni riguardanti lo Spor Toto Spor Kulübü nelle competizioni ufficiali della stagione 2021-2022.

## Stagione
Lo Spor Toto Spor Kulübü disputa la stagione 2021-22 senza alcuna denominazione sponsorizzata.
In Efeler Ligi ottiene in un quinto posto in regular season, che vale l'accesso ai play-off per il quinto posto, dove ottiene un settimo posto finale. In Coppa di Turchia raggiunge le semifinali, mentre esce sconfitto in Supercoppa turca.
In ambito europeo si ferma agli ottavi di finale di Coppa CEV.

## Organigramma societario
Area direttiva
- Presidente: Metin Ayvazoğlu

Area tecnica
- Allenatore: Serdar Uslu
- Allenatore in seconda: Çağlar Dayı
- Assistente allenatore: Caner Balcılar, Mehmet Kuban
- Scoutman: Mirko Radisavljević

## Rosa
| N° | Nome             | Ruolo | Data di nascita  | Nazionalità sportiva |
| -- | ---------------- | ----- | ---------------- | -------------------- |
| 1  | Muhammed Aray    | L     | 2 gennaio 2003   | Turchia              |
| 2  | Vefa Yılmaz      | P     | 24 aprile 1982   | Turchia              |
| 3  | Yüksel Bıdak     | C     | 6 giugno 1994    | Turchia              |
| 5  | Burak Güngör     | S     | 28 luglio 1993   | Turchia              |
| 6  | Kemal Kayhan     | C     | 2 gennaio 1983   | Turchia              |
| 7  | Kawika Shoji     | P     | 17 novembre 1987 | Stati Uniti          |
| 8  | Oğuzhan Doğruluk | S     | 1º gennaio 1998  | Turchia              |
| 9  | Çağatay Durmaz   | C     | 5 aprile 1994    | Turchia              |
| 10 | Ali Yılmaz       | S     | 5 aprile 1999    | Turchia              |
| 11 | Doğan Karakoç    | O     | 4 giugno 2005    | Turchia              |
| 12 | Morteza Sharifi  | S     | 27 maggio 1999   | Iran                 |
| 13 | Marko Matić      | C     | 22 maggio 1995   | Turchia              |
| 17 | Paul Buchegger   | O     | 4 marzo 1996     | Austria              |
| 18 | Ramazan Kılıç    | L     | 31 maggio 1984   | Turchia              |

## Statistiche

### Statistiche di squadra
| Competizione     | Punti | In casa | In casa | In casa | In trasferta | In trasferta | In trasferta | Totale | Totale | Totale |
| Competizione     | Punti | G       | V       | P       | G            | V            | P            | G      | V      | P      |
| ---------------- | ----- | ------- | ------- | ------- | ------------ | ------------ | ------------ | ------ | ------ | ------ |
| Efeler Ligi      | 61    | 16      | 11      | 5       | 15           | 9            | 6            | 31     | 20     | 11     |
| Coppa di Turchia | -     | 0       | 0       | 0       | 1            | 1            | 0            | 5      | 3      | 2      |
| Supercoppa turca | -     | -       | -       | -       | -            | -            | -            | 1      | 0      | 1      |
| Coppa CEV        | -     | 2       | 1       | 1       | 2            | 0            | 2            | 4      | 1      | 3      |
| Totale           | -     | 18      | 12      | 6       | 18           | 10           | 8            | 41     | 24     | 17     |

G = partite giocate; V = partite vinte; P = partite perse

### Statistiche dei giocatori
| Giocatore    | Campionato | Campionato | Campionato | Campionato | Campionato | Coppa di Turchia | Coppa di Turchia | Coppa di Turchia | Coppa di Turchia | Coppa di Turchia | Supercoppa turca | Supercoppa turca | Supercoppa turca | Supercoppa turca | Supercoppa turca | Coppa CEV | Coppa CEV | Coppa CEV | Coppa CEV | Coppa CEV | Totale | Totale | Totale | Totale | Totale |
| Giocatore    | P          | PT         | AV         | MV         | BV         | P                | PT               | AV               | MV               | BV               | P                | PT               | AV               | MV               | BV               | P         | PT        | AV        | MV        | BV        | P      | PT     | AV     | MV     | BV     |
| ------------ | ---------- | ---------- | ---------- | ---------- | ---------- | ---------------- | ---------------- | ---------------- | ---------------- | ---------------- | ---------------- | ---------------- | ---------------- | ---------------- | ---------------- | --------- | --------- | --------- | --------- | --------- | ------ | ------ | ------ | ------ | ------ |
| M. Aray      | 31         | 0          | 0          | 0          | 0          | 5                | 0                | 0                | 0                | 0                | 1                | 0                | 0                | 0                | 0                | 3         | 0         | 0         | 0         | 0         | 40     | 0      | 0      | 0      | 0      |
| Y. Bıdak     | 27         | 113        | 76         | 30         | 7          | 4                | 30               | 20               | 9                | 1                | 1                | 8                | 4                | 1                | 3                | 4         | 18        | 13        | 4         | 1         | 36     | 169    | 113    | 44     | 12     |
| P. Buchegger | 28         | 516        | 435        | 40         | 42         | 4                | 64               | 53               | 5                | 6                | 1                | 21               | 18               | 1                | 2                | 4         | 57        | 55        | 2         | 0         | 37     | 658    | 561    | 48     | 50     |
| O. Doğruluk  | 14         | 104        | 85         | 16         | 3          | 1                | 0                | 0                | 0                | 0                | 0                | 0                | 0                | 0                | 0                | 4         | 23        | 20        | 2         | 1         | 19     | 127    | 105    | 18     | 4      |
| Ç. Durmaz    | 18         | 91         | 56         | 28         | 7          | 3                | 14               | 10               | 2                | 2                | 1                | 2                | 0                | 2                | 0                | 4         | 10        | 5         | 3         | 2         | 26     | 117    | 71     | 35     | 11     |
| B. Güngör    | 25         | 270        | 231        | 30         | 9          | 4                | 39               | 32               | 7                | 0                | 1                | 10               | 9                | 1                | 0                | 4         | 14        | 10        | 4         | 0         | 34     | 333    | 282    | 42     | 9      |
| D. Karakoç   | 5          | 2          | 2          | 0          | 0          | 2                | 14               | 14               | 0                | 0                | 0                | 0                | 0                | 0                | 0                | 2         | 11        | 10        | 1         | 0         | 9      | 27     | 26     | 1      | 0      |
| K. Kayhan    | 17         | 30         | 23         | 7          | 0          | 2                | 2                | 1                | 0                | 1                | -                | -                | -                | -                | -                | 1         | 1         | 1         | 0         | 0         | 20     | 33     | 25     | 7      | 1      |
| R. Kılıç     | 30         | 0          | 0          | 0          | 0          | 5                | 0                | 0                | 0                | 0                | 1                | 0                | 0                | 0                | 0                | 4         | 0         | 0         | 0         | 0         | 40     | 0      | 0      | 0      | 0      |
| M. Matić     | 27         | 215        | 141        | 59         | 15         | 4                | 30               | 20               | 5                | 5                | 1                | 8                | 6                | 1                | 1                | 3         | 13        | 9         | 4         | 0         | 35     | 266    | 176    | 69     | 21     |
| M. Sharifi   | 28         | 379        | 292        | 47         | 40         | 5                | 79               | 59               | 7                | 13               | 1                | 23               | 21               | 1                | 1                | 2         | 38        | 32        | 4         | 2         | 36     | 519    | 404    | 59     | 56     |
| K. Shoji     | 30         | 110        | 34         | 40         | 36         | 5                | 17               | 7                | 5                | 5                | 1                | 6                | 3                | 1                | 2                | 4         | 15        | 7         | 7         | 1         | 40     | 148    | 51     | 53     | 44     |
| A. Yılmaz    | 14         | 71         | 58         | 9          | 4          | 1                | 3                | 3                | 0                | 0                | 0                | 0                | 0                | 0                | 0                | 3         | 7         | 7         | 0         | 0         | 18     | 81     | 68     | 9      | 4      |
| V. Yılmaz    | 5          | 4          | 3          | 0          | 1          | 1                | 0                | 0                | 0                | 0                | 0                | 0                | 0                | 0                | 0                | 2         | 1         | 1         | 0         | 0         | 8      | 5      | 4      | 0      | 1      |

P = presenze; PT = punti totali; AV = attacchi vincenti; MV = muri vincenti; BV = battute vincenti